# Slaget om Iwo Jima
Slaget om Iwo Jima var et af de største slag under 2. verdenskrig mellem amerikanske og japanske styrker. Slaget foregik fra den 19. februar til den 26. marts 1945 på den japanske ø Ioto, som den japanske flåde fejlagtigt kaldte Iwo Jima. Det blodige slag var det næstsidste store slag under Stillehavskrigen, som var den del af 2. verdenskrig, der udkæmpedes i Stillehavet og Øst- og Sydøstasien.
| Amerikanske soldater rejser · flaget på Iwo Jima |

- Wikimedia Commons har flere filer relateret til Slaget om Iwo Jima